# United States Fifth Fleet

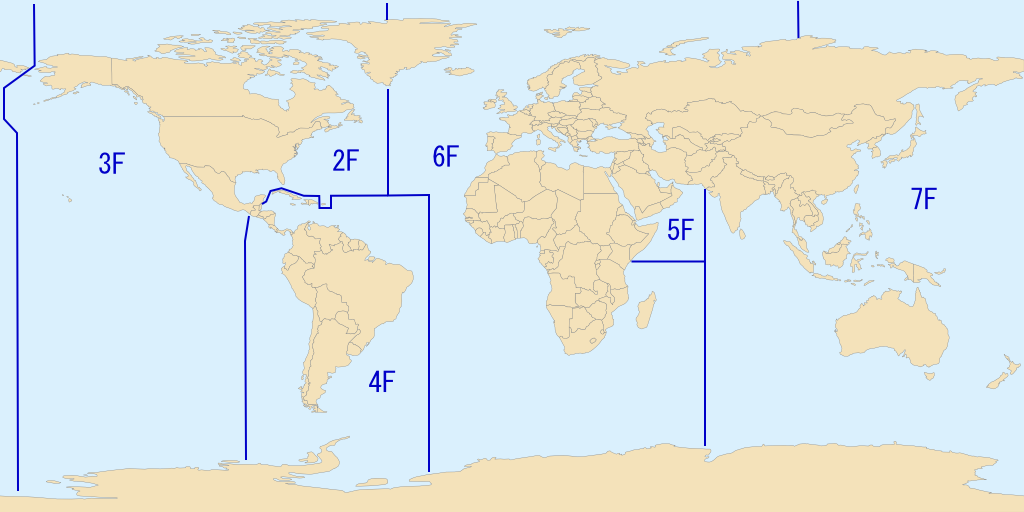
Aree di responsabilità delle flotte degli Stati Uniti (2009).

La Quinta Flotta degli Stati Uniti, in inglese United States Fifth Fleet, è una flotta della United States Navy.
Fu creata il 26 aprile 1944 durante la guerra del Pacifico, ma fu soppressa dopo poco più di due anni, in gennaio 1947. Negli anni '90, in seguito alla prima guerra del Golfo, il Dipartimento della difesa decise di creare una flotta responsabile per il Golfo Persico, il Mar Arabico, il Mar Rosso e parte dell'Oceano Indiano lungo la costa orientale dell'Africa, fino al confine con il Kenya. Fino ad allora tali aree erano di competenza della Settima flotta, operante anche nell'Oceano Pacifico occidentale e nell'Oceano Indiano. La Quinta flotta fu così ricreata il 1º luglio 1995.
Il quartier generale è nella base navale "Naval Support Activity Bahrein" (NSA Bahrein) a Manama, la capitale del Bahrein. Il personale di servizio della quinta flotta è composto da circa 15.000 militari (marinai ed aviatori) e circa 1.000 civili. La Quinta flotta opera sotto l'autorità dello United States Central Command (CENTCOM).
La Fifth Fleet ha preso parte a numerosi conflitti, tra i quali:
- Seconda guerra mondiale: al comando dell'ammiraglio Raymond Spruance la Quinta flotta ha condotto molte battaglie aeronavali della guerra del Pacifico (1941-1945); tra le più importanti la conquista dell'isola giapponese di Okinawa, la battaglia delle Marianne, la battaglia del mare delle Filippine e la battaglia di Iwo Jima.
- Guerra in Afghanistan (dal 2001), in cui ha schierato le portaerei USS Enterprise, USS Kitty Hawk, USS Theodore Roosevelt, USS Carl Vinson e USS John C. Stennis.
- Guerra in Iraq nel 2003, cui hanno partecipato le portaerei USS Kitty Hawk, USS Constellation, USS Theodore Roosevelt, USS Abraham Lincoln e USS Harry S. Truman.
- Operazione Enduring Freedom, in corso dal 2003.